# Ichneumon vitis
Ichneumon vitis är en stekelart som beskrevs av Carl von Linné 1762. Ichneumon vitis ingår i släktet Ichneumon och familjen brokparasitsteklar. Inga underarter finns listade i Catalogue of Life.